# Храми Української Православної Церкви Київського патріархату. Тернопільщина
«Храми Української Православної Церкви Київського патріархату. Тернопільщина» — відомості (шематизм) про всі храми Української православної церкви Київського патріархату на теренах Тернопільської області.
У книзі зібрано і систематизовано унікальний відомості про храми, подано детальний історичний опис кожного з них, згадано нинішніх і колишніх настоятелів. Текстовий матеріал збагачений якісними повноколірними ілюстраціями.

## Редакційно рада
Співголови:
- архієпископ Тернопільський і Кременецький Іов (за згодою)
- архієпископ Тернопільський і Бучацький Нестор (за згодою)
- архієпископ Тернопільський і Теребовлянський Павло (за згодою)

Заступник:
- директор видавництва ТОВ «Новий колір» Богдан Куневич.

Секретар:
- протоієрей В'ячеслав Кізілов (за згодою)

Члени:
- керівник проєкту Олег Снітовський,
- іподиякон А. Дзюрдзевич (за згодою),
- головний редактор видавництва ТОВ «Новий колір» Ярослав Буяк,
- головний спеціаліст Держархіву Тернопільської області Ігор Крочак,
- художник-дизайнер видавництва ТОВ «Новий колір» Володимир Бурдяк,
- коректор видавництва ТОВ «Новий колір» Т. Трухан.

Автор концепції:
- Богдан Куневич.

Головний редактор:
- Ярослав Буяк.

Коректор:
- Т. Трухан.

Фото:
- Олег Снітовський,
- Ігор Крочак,
- Едуард Кислинський,
- Володимир Бурдяк.

Художній дизайн та верстка:
- Володимир Бурдяк.

## Презентація
Презентація видання відбулася під час приїзду до Тернополя Патріарха Філарета на загальних зборах духовенства Тернопільсько-Бучацької та Тернопільсько-Кременецької єпархії у філармонії. Після презентації Патріарх нагородив церковними нагородами авторів книги: орденом Христа Спасителя — Богдана Куневича, орденом Святого Архістратига Михаїла — Івана Максиміва та Благословенними Патріаршими грамотами протоієрея В'ячеслава Кізілова, Олега Снітовського, Ігоря Крочака, Володимира Бурдяка.